# 迪奥戈·德利马·巴塞洛斯
迪奥戈·德利马·巴塞洛斯（葡萄牙語：Diogo de Lima Barcelos，1985年4月5日—），出生于巴西阿雷格里港，是一名巴西职业足球运动员，现效力于巴西足球乙级联赛球会ABC。

## 俱乐部生涯
迪奧戈12岁和哥哥迪亚哥一起入选國際體育會少年队，但名气并不如哥哥。一直被國際體育會租借在外，曾先后效力与費古倫斯、保利斯達、哥列迪巴、伊帕汀加和巴幹天奴。
2009年，中超球队广州医药为了挽留上赛季表现出色的迪亚哥，于是租借迪奧戈参加2009赛季。2009年7月5日，迪奧戈在主场迎战天津泰达的比赛中打进其首个中超进球。整个赛季迪奧戈基本上都是充当迪亚哥的替补，没有太多出彩的表现。
2010年，迪奥戈回到巴西，加盟巴西足球丙级联赛球会卡希亚斯。2011年5月，他和球队解约，并在7月份加盟圣保罗州甲级联赛球会博塔弗戈 (SP)。2012年，迪奥戈转投里约州甲级联赛升班马邦苏塞索。

## 荣誉
- 南里奥格兰德州联赛冠军：2003、2004

## 家庭
迪奧戈的父亲卡洛斯曾经在國際體育會踢右边卫。
他的雙胞胎兄弟迪亚哥也曾是國際體育會球員，2009年迪奧戈被租借到中超球會广州医药，两兄弟成为队友。

## 外部連結
- Sambafoot Profile